# 914. grenadirski polk (Wehrmacht)
914. grenadirski polk (izvirno nemško 914. Grenadier-Regiment, kratica 914. GR) je bil pehotni polk Heera v času druge svetovne vojne.

## Zgodovina
Polk je bil ustanovljen 14. novembra 1943 v Saint-Lôju za potrebe 352. pehotne divizije. Uničen je bil julija 1944 v bitki za Normandijo.
Ponovno je bil ustanovljen 21. septembra 1944 iz 1203. grenadirskega polka. Ponovno je bil uničen marca 1945.